# Знанецкий, Флориан Витольд
Флориа́н Вито́льд Знане́цкий (англ. Znaniecki, Florian Witold; 15 января 1882 — 23 марта 1958) — польско-американский философ и социолог, один из представителей гуманистической социологии. 44-й президент Американской социологической ассоциации, основоположник академической социологической науки в Польше. Представитель Чикагской социологической школы.
Мировую известность ему принесло сотрудничество с американским социологом Уильямом Исааком Томасом (англ. W. I. Thomas), в частности книга «Польские крестьяне в Европе и Америке» (англ. The Polish Peasant in Europe and America), написанная в 1918—1920 годах и считающаяся основой эмпирической социологии и гуманистической социологии. После выхода этой книги, монографический метод исследования автобиографий получил широкое распространение.

## Биография
Флориан Знанецкий родился 15 января 1882 года в г. Святники (недалеко от Влоцлавека (Польша), тогда Польское Царство). Его родители принадлежали к дворянскому роду, который по семейному преданию восходит к XVI веку. Образование получил Женеве и Париже. Прекрасно владел несколькими иностранными языками, включая немецкий, французский, греческий и латынь. Докторскую степень по философии получил в Ягеллонском университете в Кракове. В 1914 году переехал в Чикаго (США), однако вернулся в Польшу в 1920 году и возглавил социологический факультет Университета имени Адама Мицкевича в Познани. Там он организовал Польский социологический институт (пол. Polski Instytut Socjologii) и начал выпускать журнал «Польский социологический вестник» (пол. Polski Przegląd Socjologiczny).
В 1931—1933 годах Знанецкий поддерживал тесный контакт с американскими социологами и читал лекции в Колумбийском университете в Нью-Йорке. Польский этап карьеры Знанецкого окончился в 1939 году с началом Второй мировой войны, а именно с вторжения немецких войск в Польшу. Знанецкий перебрался в Иллинойсский университет в Урбане и Шампейне, где он преподавал до ухода на пенсию. После окончания войны в просоветскую Польшу Знанецкий не вернулся.
Флориан Знанецкий умер 23 марта 1958 года в Шампейне (Иллинойс).

### Поэзия
Одним из юношеских увлечений Флориана Знанецкого была поэзия. Уже в семнадцатилетнем возрасте он писал для Варшавских литературных журналов и пользовался определённой популярностью. Однако литературной карьере Знанецкий предпочёл философию и социологию.

## Научная деятельность
На мировосприятие Знанецкого влияние оказали три культурные среды, которые в первой половине XX века имели значительные различия: Польша, Западная Европа и США. В силу этого творчество Знанецкого сложно отнести к какой-то определённой школе или одному течению в социологии, однако, как социолог-теоретик он всё-таки тяготел к западно-европейской философско-социологической мысли.
Основной областью интересов Знанецкого было исследование взаимосвязей между коллективным сознанием и социальной средой. При этом философским основанием его социологических идей были неокантианство, прагматизм, иррационализм. Среди трудов Знанецкого есть работы не только в области философии и социологии, но и культурологии, социальной психологии и педагогики.

Когда мы исследуем жизнь общества как целого в определённый период, мы должны в равной мере учесть как неповторимую и творческую, так и повторимую и причинно обусловленную сторону социального становления. …Поскольку творческая деятельность и причинные процессы сосуществуют, накладываются и перекрещиваются в жизни без какой-либо рациональной упорядоченности, подобное исследование не может быть доведено до систематического научного синтеза— Знанецкий Ф. В. «Упадок западной цивилизации»
В своих работах Знанецкий развивает концепцию социологии как частной науки о культуре и выделяет четыре основных раздела социологии, которые соответствуют четырём изучаемым наукой аспектам:
1. социальные действия
2. социальные отношения
3. социальные личности (позднее термин заменён на «социальная роль»)
4. социальные группы

## Библиография

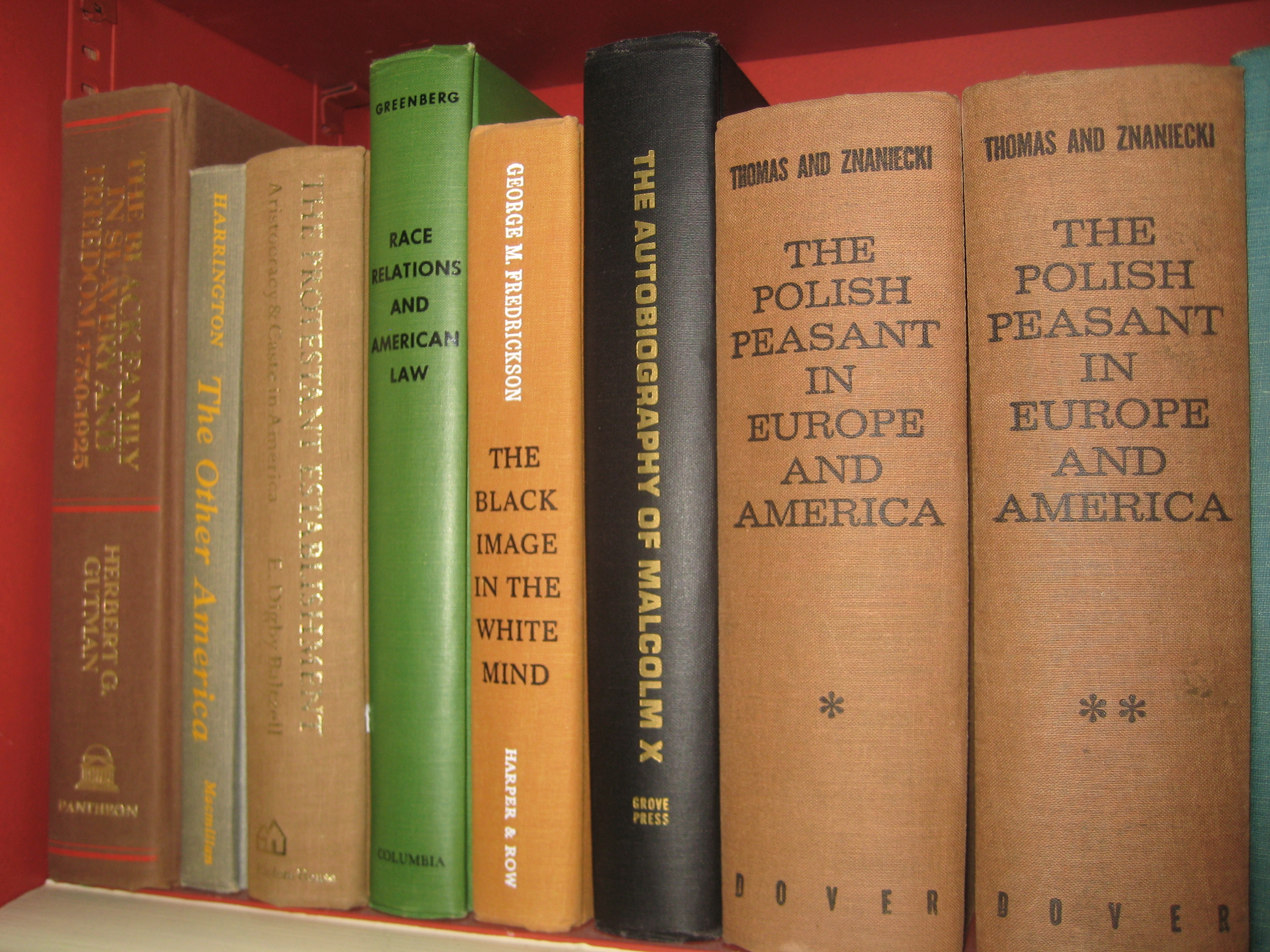
Два тома книги Ф. В. Знанецкого и У. И. Томаса «Польские крестьяне в Европе и Америке» (англ. The Polish Peasant in Europe and America) рядом с «Автобиографией Малкольма Икса» в библиотеке Белого дома